# Cosmosoma semifulva
Cosmosoma semifulva là một loài bướm đêm thuộc phân họ Arctiinae, họ Erebidae.